# Kapargah (ort, lat 33,21, long 48,09)
Kapargah (persiska: كَپَرگاهِ آقا حُسِين, کپرگه, شهید چمران یک, کپرگه اقا حسين) är en ort i Iran.   Den ligger i provinsen Lorestan, i den västra delen av landet, 400 km sydväst om huvudstaden Teheran. Kapargah ligger 1 238 meter över havet och antalet invånare är 122.
Terrängen runt Kapargah är huvudsakligen kuperad. Kapargah ligger nere i en dal. Runt Kapargah är det ganska glesbefolkat, med 28 invånare per kvadratkilometer. Närmaste större samhälle är Khalīl Akbar, 7,4 km sydost om Kapargah. Omgivningarna runt Kapargah är i huvudsak ett öppet busklandskap.